# Superclimax
Superclimax o Super Climax è un film pornografico del 1980 diretto da Alexander Borsky (alias Claudio Bernabei) e Joe D'Amato (non accreditato).